# Klubi Futbollistik Llapi
Il Klubi Futbollistik Llapi è una società calcistica del Kosovo con sede a Podujevë. Fondata nel 1932, milita nella Superliga e Futbollit të Kosovës la massima divisione del campionato di calcio del Kosovo.

## Statistiche e record

### Statistiche nelle competizioni UEFA
Tabella aggiornata alla fine della stagione 2024-2025.
| Competizione           | Partecipazioni | G | V | N | P | RF | RS |
| ---------------------- | -------------- | - | - | - | - | -- | -- |
| UEFA Conference League | 4              | 8 | 0 | 3 | 5 | 6  | 19 |

## Palmarès

### Competizioni nazionali
- Coppa del Kosovo: 2

2020-2021, 2021-2022
- Supercoppa del Kosovo: 1

2021
- Liga e Parë: 1

2014-2015

### Altri piazzamenti
- Campionato kosovaro di calcio:

Secondo posto: 2023-2024
Terzo posto: 2016-2017, 2017-2018, 2018-2019
- Coppa del Kosovo:

Finalista: 2016-2017, 2024-2025
Semifinalista: 2015-2016
- Supercoppa del Kosovo:

Finalista: 2023